# Falco di Palena
Falco (Taverna, metà X secolo – Palena, XI secolo) è stato un monaco basiliano, vissuto in Abruzzo; la Santa Sede ha confermato il suo culto come santo nel 1893.

## Biografia
Falco apparteneva ad un gruppo di sette monaci basiliani italo-greci, noto come gruppo dei "sette santi eremiti", che nel 977, per mettersi al riparo dalle incursioni dei pirati saraceni in Calabria, lasciò l'abbazia di Santa Maria di Pesica, presso Albi, e si trasferì nel Sannio dapprima con l'intento di giungere a Roma, seguendo l'archimandrita Ilarione.
La comunità, grazie al conte di Chieti Trasmondo, trovò sede nella rocca di Prata, presso Casoli. Morti Ilarione e il suo successore Nicola, i membri superstiti della fraternità abbandonarono la vita comune e si ritirarono a vita eremitica in vari centri dell'Abruzzo: Falco si stabilì nei pressi di Palena, dove morì in odore di santità nel corso dell'XI secolo.
Falco fu oggetto di culto sin dalla morte e venne particolarmente invocato contro le ossessioni diaboliche; attorno alla sua figura fiorirono numerose leggende agiografiche, comuni a quelle di altri santi della regione, come quella che lo vedeva protagonista assieme ad altri fratelli eremiti.

## Il culto

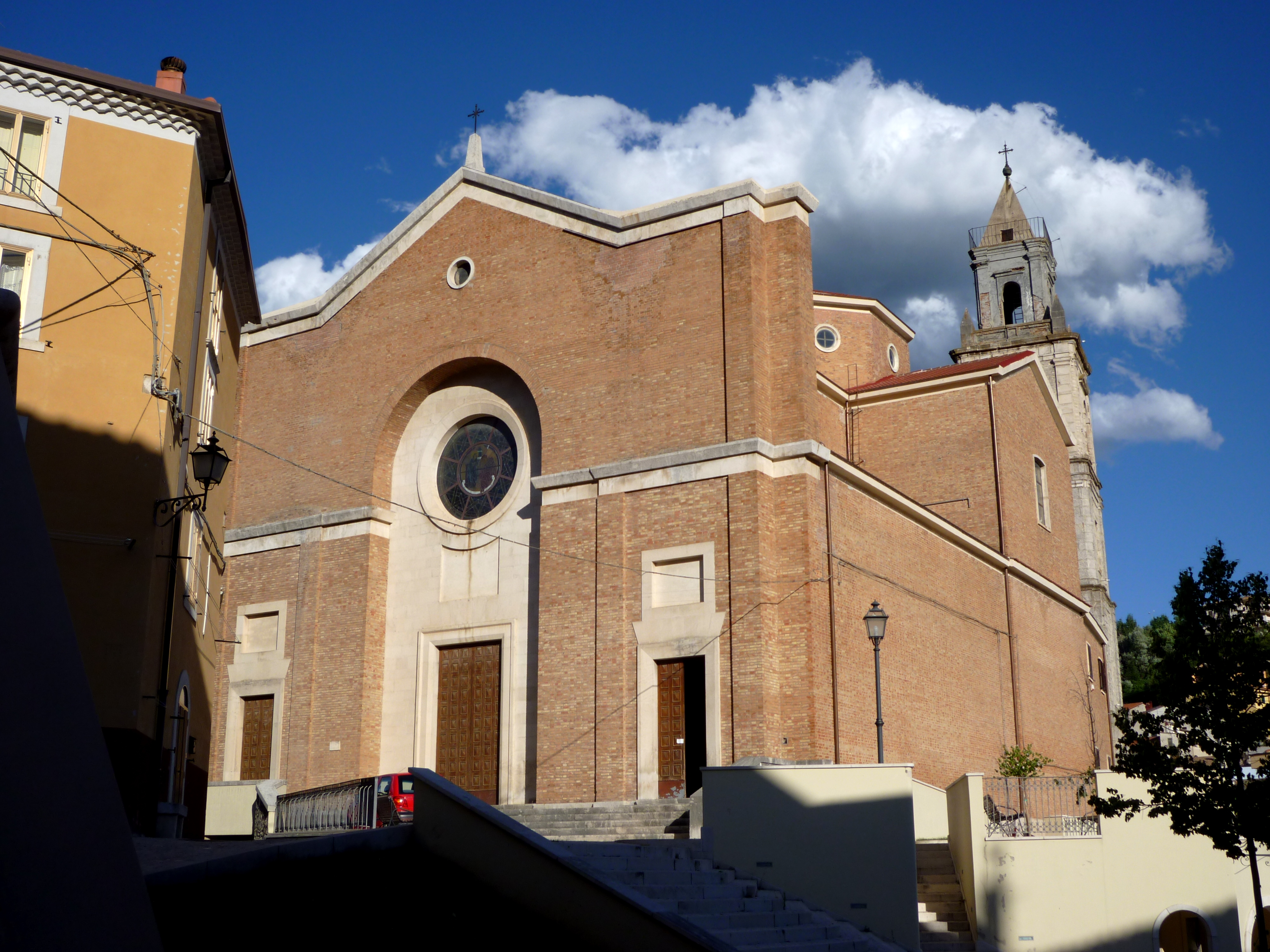
Chiesa di San Falco a Palena

La Congregazione dei riti confermò il suo culto, come anteriore al pontificato di papa Urbano VIII, con decreto del 2 luglio 1893; alla sua intercessione venne attribuita la «liberazione di cinquantadue energumeni della terra di Gioia». La sua memoria liturgica viene celebrata il 9 agosto; è patrono di Palena.
San Falco è tradizionalmente rappresentato a cavallo di un cerbero e venerato, insieme alle reliquie, presso l'omonima chiesa di Palena, eretta sopra il suo luogo di morte. L'edificio religioso è dedicato anche a sant'Antonino di Carpentras.